# 洛伦佐·里奇
洛伦佐·里奇（義大利語：Lorenzo Ricci，1971年5月13日—），意大利男子田径运动员。他曾代表意大利参加2000年和2004年夏季残疾人奥林匹克运动会田径比赛，其中2000年夏季残奥会获得一枚金牌。